# Setina mediterranea
Setina mediterranea är en fjärilsart som beskrevs av Daniel 1964. Setina mediterranea ingår i släktet Setina och familjen björnspinnare. Inga underarter finns listade i Catalogue of Life.